# Orthotmeta ziczacaria
Orthotmeta ziczacaria är en fjärilsart som beskrevs av Charles Oberthür 1894. Orthotmeta ziczacaria ingår i släktet Orthotmeta och familjen mätare. Inga underarter finns listade i Catalogue of Life.